# Blind Fury
Blind Fury is een Amerikaanse actiefilm uit 1989 onder regie van Phillip Noyce. Het verhaal hiervan is losjes gebaseerd op Zatoichi Challenged uit 1967, het zeventiende deel in de Japanse Zatoichi-filmserie.

## Verhaal
De film draait om Nick Parker (Rutger Hauer), een soldaat uit het Amerikaanse leger die tijdens de Vietnamoorlog in een gevecht met de vijand door een ontploffing zwaargewond wordt. Omdat er daarna niets van hem vernomen wordt, wordt hij als vermist opgegeven. Hij is echter niet dood, maar hij is gered door een inheemse stam, die zijn wonden hebben verzorgd in hun dorp. Naderhand blijkt dat hij blijvend blind is geworden. Van de zwaardmeester van het dorp leert hij om blind te vechten met zijn blindenstok annex samoeraizwaard.
Jaren later keert Nick terug naar de Verenigde Staten om zijn oude vriend van het leger, Frank Devereaux (Terry O'Quinn), op te zoeken. Deze blijkt ontvoerd te zijn door de maffia en gedwongen te worden om in een drugslaboratorium te werken. Devereaux weigert verder te werken, en de maffia ontvoert daarom zijn zoontje Billy en vermoordt zijn echtgenoot. Parker is getuige van de ontvoering en komt Billy te hulp. Samen ontvluchten ze de maffia en proberen Devereaux te bevrijden.
Onder indruk van Nicks zwaardkunsten, huurt de maffia een japanse zwaardmeester (Sho Kosugi) in om Nick te bevechten, waarna de onvermijdelijke confrontatie volgt.

## Rolverdeling
| Acteur           | Personage        |
| ---------------- | ---------------- |
| Rutger Hauer     | Nick Parker      |
| Terry O'Quinn    | Frank Devereaux  |
| Brandon Call     | Billy Devereaux  |
| Noble Willingham | MacCready        |
| Lisa Blount      | Annie Winchester |
| Nick Cassavetes  | Lyle Pike        |
| Rick Overton     | Tector Pike      |
| Randall Cobb     | Slag             |
| Charles Cooper   | Cobb             |
| Meg Foster       | Lynn Devereaux   |
| Shô Kosugi       | The Assassin     |

## Achtergrond
Blind Fury betekende het producerdebuut van acteur Tim Matheson. Matheson was zelf fan van de Zatoichi-films. Samen met co-producer Daniel Grodnik probeerde Matheson zeven jaar lang een distributeur voor de film te vinden. In 1986 sloten de twee een deal met Tri-Star Pictures. Volgens Grodnik waren verschillende schrijvers en regisseurs bij het project betrokken voordat Phillip Noyce werd gekozen als regisseur. De opnames vonden plaats in het Middenwesten van de Verenigde Staten. De productie werd onder andere gehinderd door het warme en vochtige weer. Vanwege de hitte besloten de producers een zwembad aan te schaffen voor de acteurs.
De film werd redelijk tot matig ontvangen door critici. Op Rotten Tomatoes scoort de film 67% aan goede beoordelingen. Roger Ebert en Gene Siskel gaven de film een goede beoordeling.
Er stond een vervolg gepland op de film, maar die is nooit gemaakt.